# Luis Fernando Tena
Luis Fernando Tena Garduño (Ciudad de México, 20 de enero de 1958) es un exfutbolista y entrenador mexicano que jugaba como centrocampista. Actualmente dirige a la selección de fútbol de Guatemala.
Tena surgió y debutó en el Atlético Español en 1976, donde pasó la mayor parte de su carrera; un jugador trabajador y entregado que pese a fungir como centrocampista, llegó a adoptar funciones en la defensa. Vistió también las camisetas de Oaxtepec, Guadalajara y Atlante, donde se retiró en 1988.
Tiempo después, tras completar su formación, se integró al cuerpo técnico de Manuel Lapuente durante su primer proceso con la selección de México. Luego de la derrota 2:0 frente a los Estados Unidos en las semifinales de la Copa Oro de 1991, Lapuente dimitió del cargo y Tena realizó su debut como entrenador en el partido por el tercer lugar con un triunfo 2:0 ante Costa Rica.
Es el segundo entrenador más laureado en la historia de Cruz Azul, después de Raúl Cárdenas (11), con un total de 4 títulos (en cuatro etapas con el equipo) que incluyen: 1 Liga y 3 Copa de Campeones. En el año 2000 obtuvo también el campeonato con Morelia, que es hasta ahora el único de la entidad en la Primera División. Ha resultado con el segundo puesto en tres ocasiones.
Con la categoría sub-22 de México obtuvo la medalla de oro en los Juegos Panamericanos de 2011. En 2012, con el mismo grupo de jóvenes, se clasificó y disputó los Juegos Olímpicos de Londres 2012, donde venció 2:1 en la final a Brasil y obtuvo la única medalla de oro de la delegación en ese certamen, el cual es considerado uno de los más grandes logros en la historia del fútbol mexicano.

## Vida personal
Nacido en la localidad de Iztapalapa, Ciudad de México, hijo de Alfredo Tena, de profesión contador público, y Amelia Garduño y Lamadrid, dedicada al cuidado de sus siete hijos (5 varones y 2 mujeres), que nacieron en un lapso de 10 años. Es hermano de los también futbolistas Alfredo, jugador de época en los años 80 del Club América, Francisco y Ramiro (que por una lesión no pudo continuar su carrera), quienes también incursionaron como entrenadores en el fútbol mexicano.
Desde 1989 está en matrimonio con Rocío Alonso, con quien tiene dos hijos: Fernando y Estefanía. Fernando es conocido por su relación con Paulina Peña Pretelini, hija de Enrique Peña Nieto, expresidente de México, con quien se comprometió en 2021 y se casó en 2022. Estefanía Tena ha seguido una trayectoria académica destacada, completando un máster de política pública en desarrollo sustentable en la Universidad de Columbia.

## Futbolista
Incentivados por su padre, los cuatro hermanos tuvieron su formación futbolística en el Centro Asturiano de México. Más tarde, junto a Alfredo, ingresó a las bases del Club América, donde no tuvo mucha cabida a diferencia de su hermano. Tuvo éxito en ser aceptado poco después en el primer equipo de Atlético Español, con el cual debutó en 1976. El 27 de octubre de 1979 anotó su primer gol en el triunfo 3:1 ante los Tecos de la UAG en el estadio Azteca. Su segunda y última anotación con el equipo la realizó el 23 de mayo de 1982 en el empate 2:2 contra el Atlante.
A mediados de ese año firmó con Oaxtepec durante una temporada, y en 1983 fue fichado por Guadalajara, donde se mantuvo tres años y medio.
En 1987 firmó con el Atlante, de igual forma por un año, donde finalizó su carrera deportiva. Marcó su único gol con el club el 5 de junio de 1988 en la derrota 3:2 ante el Club Necaxa.

## Entrenador

### Inicios
Comenzó su formación de entrenador con Cruz Azul en la división de diecisiete años, como parte del cuerpo técnico de Horacio López Salgado, etapa en la que trabaja con elementos que poco después llegaron a debutar en el primer equipo, entre los que destacan Oscar Pérez y Francisco Palencia. Su gran desempeño en inferiores lo llevó a ser nombrado asistente técnico de Ignacio Prieto en el equipo de Primera División. El 19 de enero de 1991 estuvo por primera ocasión al frente del club, tras una ausencia del entrenador chileno, en un triunfo 2:1 ante el Club León.
Tena se incorporó al cuerpo técnico de Manuel Lapuente en la selección de México, luego de finalizar el torneo para Cruz Azul, de cara a la Copa de Oro en los Estados Unidos. El 7 de julio, con la renuncia de Lapuente en medio de la competencia (después de la derrota 2:0 ante el conjunto local), Tena debutó como entrenador en el juego por el tercer lugar ante Costa Rica, que resultó 2:0 para su causa. No continuó en el cargo de seleccionador.
Participaciones en Copa Oro
| Torneo        | Sede           | Selección | Resultado    |
| ------------- | -------------- | --------- | ------------ |
| Copa Oro 1991 | Estados Unidos | México    | Tercer lugar |

### Cruz Azul (1° etapa)
Fue anunciado como entrenador de Cruz Azul en febrero de 1995 en sustitución de Enrique Meza. Se presentó con el equipo el día 5 del mismo mes en la derrota 3:1 ante el Club América. El equipo celeste cerró la temporada con el subcampeonato de Liga tras caer en la final 3:1 ante el Club Necaxa.
El año siguiente el Cruz Azul alcanzó los cuartos de final de Liga, donde fue eliminado 3:2 por el Club América (0:3 en la ida y 0:2 en la vuelta), y las semifinales de Copa, donde fue eliminado 4:3 ante los Tigres de la UANL (1:0 en la ida y 4:2 en la vuelta). El 9 de mayo fue prescindido del cargo.

### Tecos UAG
Asumió la dirección técnica de los Tecos de la UAG de cara al Invierno 1996, con el cambio del formato de competencia. En el Verano clasificó a los estudiantes al torneo de repechaje, donde quedó eliminado ante Morelia con 4:2 en el global (2:0 en la ida y 4:0 en la vuelta).

### Cruz Azul (2° etapa)
Regresó a Cruz Azul para el Invierno. El 20 de julio de 1997 obtuvo su primer título como entrenador en la Copa de Campeones, correspondiente a la edición de 1996, tras derrotar en el último partido con un marcador de 11:0 a Seattle Sounders de Estados Unidos en el Estadio DGF de Guatemala. El segundo lo consiguió en el mes de agosto en la Copa de Campeones de 1997, luego de vencer en la final 5:3 a Los Angeles Galaxy en el Estadio RFK en el Distrito de Columbia. El 7 de diciembre consiguió el título de Liga en el Estadio Nou Camp tras derrotar 2:1 en el global al Club León con un gol de oro (anotado por Carlos Hermosillo) en la prórroga del juego de vuelta. Con dicho episodio, se convirtió en el segundo entrenador más joven en la historia del fútbol mexicano en levantar el título (a los 39 años de edad), después del tico Butch, que lo consiguió a los 33 años en 1945.
En contraste con su gran año, en 1998 el equipo celeste tuvo un rendimiento protagónico en los torneos Verano e Invierno, pero terminó eliminado de ambos en los cuartos de final. Lo mismo ocurrió en la Copa de Campeones, donde cayó ante Saprissa de Costa Rica 5:3 en la definición por penales.
En el Verano siguiente alcanzó las semifinales del torneo, siendo superado 6:0 en el global ante el Atlas de Guadalajara. En Invierno llegó a su tercera y última final de Liga con el equipo contra el Pachuca, resignándose al segundo puesto luego de un gol de oro en contra en los tiempos extras del juego de vuelta, que decretó un 3:2 en el global. El equipo celeste no supo reponerse, y tras un Verano gris, Tena fue despedido el 26 de marzo de 2000.

### Morelia (1° etapa)
Fue anunciado como entrenador de Morelia en julio de 2000 en sustitución de Tomás Boy. Con un plantel que llevaba trabajando juntos desde hacía un par de años, condujo al equipo purépecha hacia el título en el Invierno, dejando en el camino a Pachuca y Santos Laguna con triunfos 2:1 y 3:2 en el marcador global respectivamente. En la final enfrentó a Toluca, donde después de un empate 3:3 en el global (3:1 en la ida y 2:0 en la vuelta), se quedó con el título con 5:4 en la definición por penales, siendo el primer campeonato de la institución en el fútbol mexicano.
En el Verano el equipo finalizó en la décima posición y fue eliminado en el repechaje a manos de los Tecos de la UAG, que avanzaron a la siguiente ronda por tener mejor posición en la tabla, luego del empate 4:4 en el marcador global. Tras una serie de malos resultados en el Invierno, y con apenas tres victorias en trece partidos, Tena fue prescindido del cargo el 21 de octubre de 2001 luego de una derrota 3:0 ante los Tecos de la UAG.

### Santos Laguna
En septiembre de 2002, tras el cese de Sergio Bueno, Tena fue anunciado como entrenador de Santos Laguna para el resto del Apertura, y se presentó el 15 de septiembre en el triunfo 3:1 ante los Tigres de la UANL en el Estadio Corona. Avanzó a los play-off en la octava posición y en los cuartos de final dejó fuera al Club América, líder de la competencia, con 5:4 en el global (3:3 en la ida y 2:1 en la vuelta). Sin embargo, quedó fuera en semifinales, luego de caer 7:4 ante el Toluca (5:3 en la ida y 2:1 en la vuelta).
En 2003, pese a sumar 30 unidades en el Clausura, no pudo clasificarse a la disputa por el título. En el Apertura finalizaron en la cuarta posición en la tabla, pero fueron eliminados 5:3 en el global por el Atlante (3:1 en la ida y 2:2 en la vuelta). Tena quedó al margen del club al concluir el torneo.

### Cruz Azul (3° etapa)
El 9 de marzo del 2004 fue anunciado su regreso como entrenador de Cruz Azul, nuevamente en sustitución de Enrique Meza, para el resto del Clausura, donde alcanzó las semifinales y fue eliminado con 3:2 en el global por los Pumas de la UNAM. El 4 de octubre fue destituido, un día después de perder 3:1 ante Pachuca en el Apertura.

### Chiapas (1° etapa)
El 15 de septiembre de 2005 fue presentado como entrenador de los Jaguares de Chiapas en sustitución de Fernando Quirarte. Se destacó con un triunfo 4:3 con diez elementos (durante 55 minutos) el 15 de octubre ante el Club América (vigente campeón), que tenía entonces una racha de 28 partidos sin derrota en el fútbol mexicano. Finalizó el Apertura en el octavo puesto de la tabla general, pero no accedió a los play-off a causa de una sanción de tres puntos al equipo por no cumplir con los minutos requeridos en la regla 20/11.
En el Clausura el equipo finalizó en el segundo puesto de la clasificación. No obstante, fue eliminado en cuartos de final ante el Guadalajara con 6:5 en el marcador global (3:2 en la ida y 4:2 en la vuelta). El 23 de mayo del 2006, la directiva del club anunció que Eduardo de la Torre sería el nuevo entrenador del equipo de cara al Apertura, en sustitución de Tena, quien se marchó al Club América, junto a Salvador Cabañas.

### Club América
El 13 de junio de 2006 fue presentado como director técnico del Club América, contando con su hermano Alfredo como auxiliar. En el Apertura alcanzó las semifinales, donde fue derrotado 2:0 en el global por el Guadalajara (2:0 en la ida y 0:0 en la vuelta). Dirigió al equipo en el Mundial de Clubes de la FIFA celebrado en Japón, donde venció en los cuartos de final 1:0 a Jeonbuk Hyundai Motors de Corea del Sur. En semifinales fue derrotado 4:0 por el Fútbol Club Barcelona del neerlandés Frank Rijkaard, partido en el cual anotó el también mexicano Rafael Márquez, y cayó de nueva cuenta en el juego por el tercer puesto 2:1 ante Al-Ahly de Egipto.
Del 3 al 13 de enero del 2007 participó en la cuarta edición de la InterLiga. El cuadro de Coapa fue líder del grupo B y disputó la final contra los Tigres de la UANL, a quienes derrotó 4:2 en la definición por penales (luego del empate 0:0 en tiempo regular), quedándose con el segundo puesto del certamen y se clasificó como México 3 a la Copa Libertadores, donde fue eliminado en cuartos de final 2:1 en el global (0:0 en la ida y 2:1 en la vuelta) por el Santos Futebol Clube de Brasil, con marca de 6 triunfos, 1 empate y 5 derrotas.
En el Clausura finalizó en la tercera posición de la tabla general y alcanzó la final ante el Pachuca, que se hizo con el título con 3:2 en el global (1:2 en la ida y 1:1 en la vuelta). Fue prescindido del cargo el 7 de octubre de 2007 luego de perder 3:1 ante el Toluca en la undécima jornada del Apertura.

### Morelia (2° etapa)
El 17 de marzo de 2008 fue anunciado su regreso como entreandor de Morelia, en sustitución de David Patiño, para el resto del Clausura. El 19 de febrero de 2009 fue cesado del cargo tras perder 2:0 ante los Indios de Ciudad Juárez en la sexta jornada del Clausura.

### Chiapas (2° etapa)
En agosto de 2009 fue anunciado su regreso como entrenador de los Jaguares de Chiapas de cara al Apertura. Del 2 al 13 de enero del 2010 participó en la última edición de la InterLiga. El cuadro chiapaneco fue tercero del grupo al sumar solo dos unidades. Fue cesado del puesto después de dirigir las primeras cinco jornadas del Bicentenario y conseguir solo dos puntos.

### Olimpiadas de 2012
El 30 de noviembre de 2010 se anunció como asistente de José Manuel de la Torre en la selección mexicana. Sin embargo, desde marzo de 2011 comenzó a desempeñarse como entrenador del combinado sub-22 debido a que, por estatutos de la Concacaf, el país debía acudir a la Copa América con un equipo limitado a menores de 22 años y 3 refuerzos mayores. El arribo al cono sur estuvo marcado por la indisciplina de un grupo de ocho seleccionados, que finalmente fueron expulsados del torneo y sancionados con seis meses fuera de cualquier selección. Finalizó su participación de la competencia en la fase de grupos, luego de sufrir derrotas por la mínima diferencia en los tres partidos que disputó ante Chile, Perú y Uruguay.
El 28 de octubre, con el mismo grupo de jóvenes, obtuvo la medalla de oro en los Juegos Panamericanos de Guadalajara 2011, luego de derrotar con 1:0 en el marcador al combinado de Argentina en la final del torneo. El 2 de abril de 2012 obtuvo su pase a los Juegos Olímpicos de Londres 2012 tras vencer 2:1 en la final del preolímpico a la selección de Honduras en los tiempos extras. Como preparación para el torneo olímpico, el combinado disputó y obtuvo también el Torneo Esperanzas de Toulon, después llamado Maurice Revello, donde venció en la final a Turquía con 3:0 en el marcador. Sin embardo (y desde sus inicios), el torneo es de carácter amistoso bajo los estatutos de la FIFA.

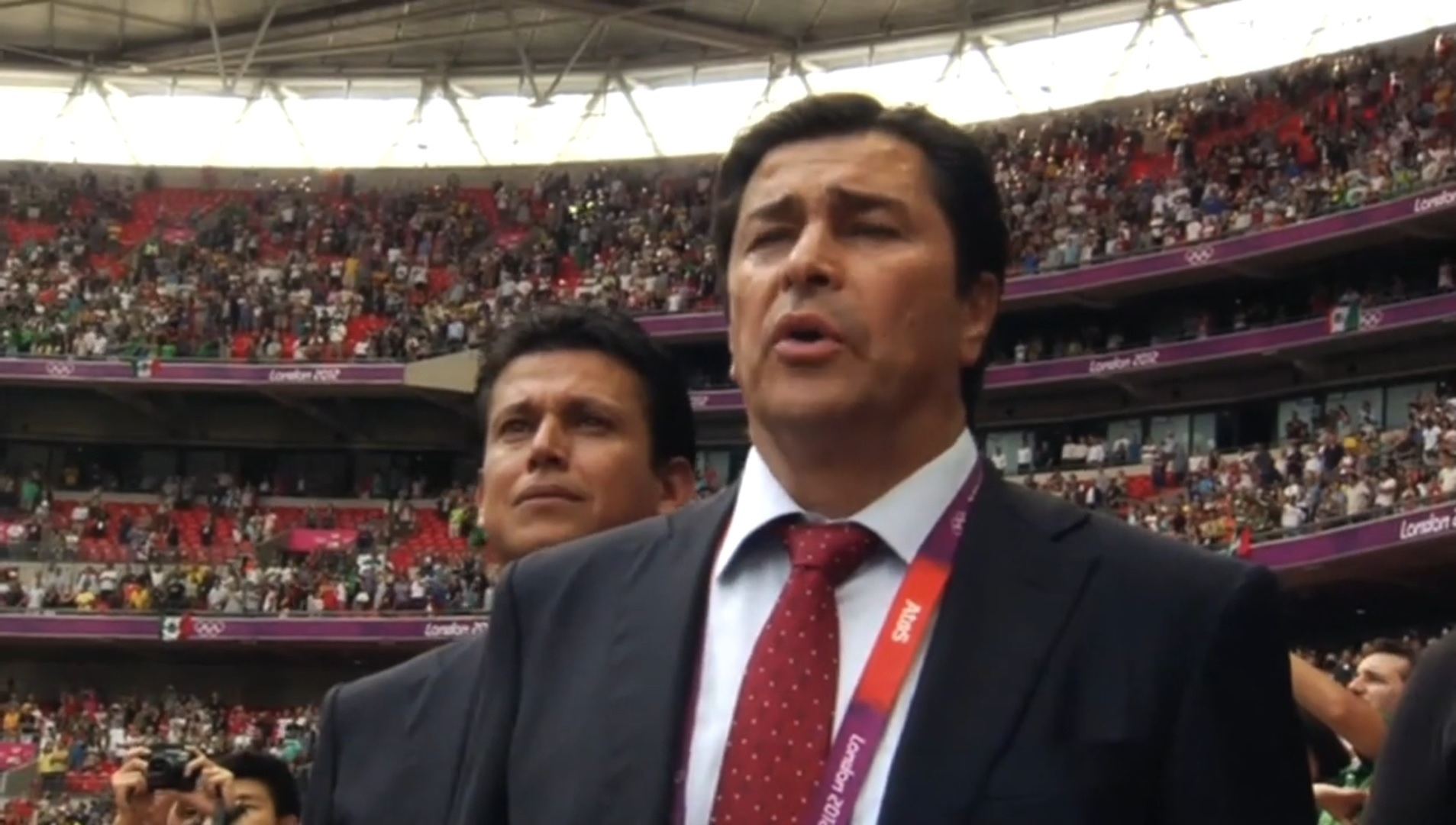
Luis Fernando Tena y su asistente Salvador Reyes en la ceremonia de entrega de medallas del torneo masculino de fútbol en los Juegos de la XXX Olimpiada.

Comenzó su participación en las olimpiadas con un empate 0:0 frente a Corea del Sur, y le siguieron los triunfos 2:0 y 1:0 ante Gabón y Suiza respectivamente. Avanzó como líder de grupo y el 4 de agosto tuvo un difícil encuentro en los cuartos de final contra Senegal, a quien superó 4:2 en los tiempos extras, luego de empatar 2:2 en el tiempo reglamentario, destacándose el guardameta y capitán Jesús Corona con una gran actuación. Tres días después dejó en el camino (3:1) a Japón y se clasificó a la final contra Brasil de Mano Menezes.
El 11 de agosto obtuvo la medalla de oro tras derrotar 2:1 a la verdeamarela en el Estadio de Wembley, con un doblete de Oribe Peralta (el primero a los 28 segundos de juego, el más rápido en una final de Juegos Olímpicos). Este episodio se convirtió en uno de los más grandes logros del fútbol y deporte mexicano.
Participaciones en Copa América
| Torneo            | Sede      | Selección | Resultado      |
| ----------------- | --------- | --------- | -------------- |
| Copa América 2011 | Argentina | México    | Fase de grupos |

Participaciones en Juegos Panamericanos
| Torneo                | Sede        | Selección | Resultado |
| --------------------- | ----------- | --------- | --------- |
| Panamericanos de 2011 | Guadalajara | México    | Campeón   |

Participaciones en Preolímpico
| Torneo              | Sede           | Selección | Resultado |
| ------------------- | -------------- | --------- | --------- |
| Preolímpico de 2012 | Estados Unidos | México    | Campeón   |

Participaciones en Juegos Olímpicos
| Torneo                   | Sede    | Selección | Resultado |
| ------------------------ | ------- | --------- | --------- |
| Juegos Olímpicos de 2012 | Londres | México    | Campeón   |

Continuó en el cuerpo técnico de José Manuel hasta su destitución del cargo en septiembre de 2013, cuando fue elegido entrenador interino para el partido ante Estados Unidos por las eliminatorias para el Mundial de Brasil, el cual perdió con 2:0 en el marcador. Después asistió a Víctor Manuel Vucetich en su también corta gestión (de dos partidos), y finalmente en octubre ambos quedaron al margen de la selección.

### Cruz Azul (4° etapa)
El 10 de diciembre de 2013 fue anunciado su regreso como entrenador de Cruz Azul, en sustitución de Guillermo Vázquez, de cara al Clausura. El 23 de abril de 2014 obtuvo su tercer título de la Copa de Campeones ante el Toluca por el criterio del gol de visitante, luego de igualar 1:1 en el marcador global (0:0 en la ida y 1:1 en la vuelta). En la Liga terminó el certamen como líder general, pero fue eliminado por el mismo criterio en cuartos de final ante el Club León con 3:3 en el global (1:1 en la ida y 2:2 en la vuelta).
Con el campeonato de zona, se clasificó al Mundial de Clubes de la FIFA celebrado en Marruecos, donde venció en los cuartos de final 3:1 al Western Sydney Wanderers de Australia en los tiempos extras. En semifinales fue derrotado 4:0 por el Real Madrid del italiano Carlo Ancelotti, y perdió en la definición por penales 4:2 ante el Auckland City de Nueva Zelanda en el juego por el tercer puesto, tras igualar 1:1 en el tiempo regular y la prórroga.
El 18 de mayo de 2015 se anunció la no renovación su contrato tras dos torneos consecutivos sin acceder a los play-off.

### Club León

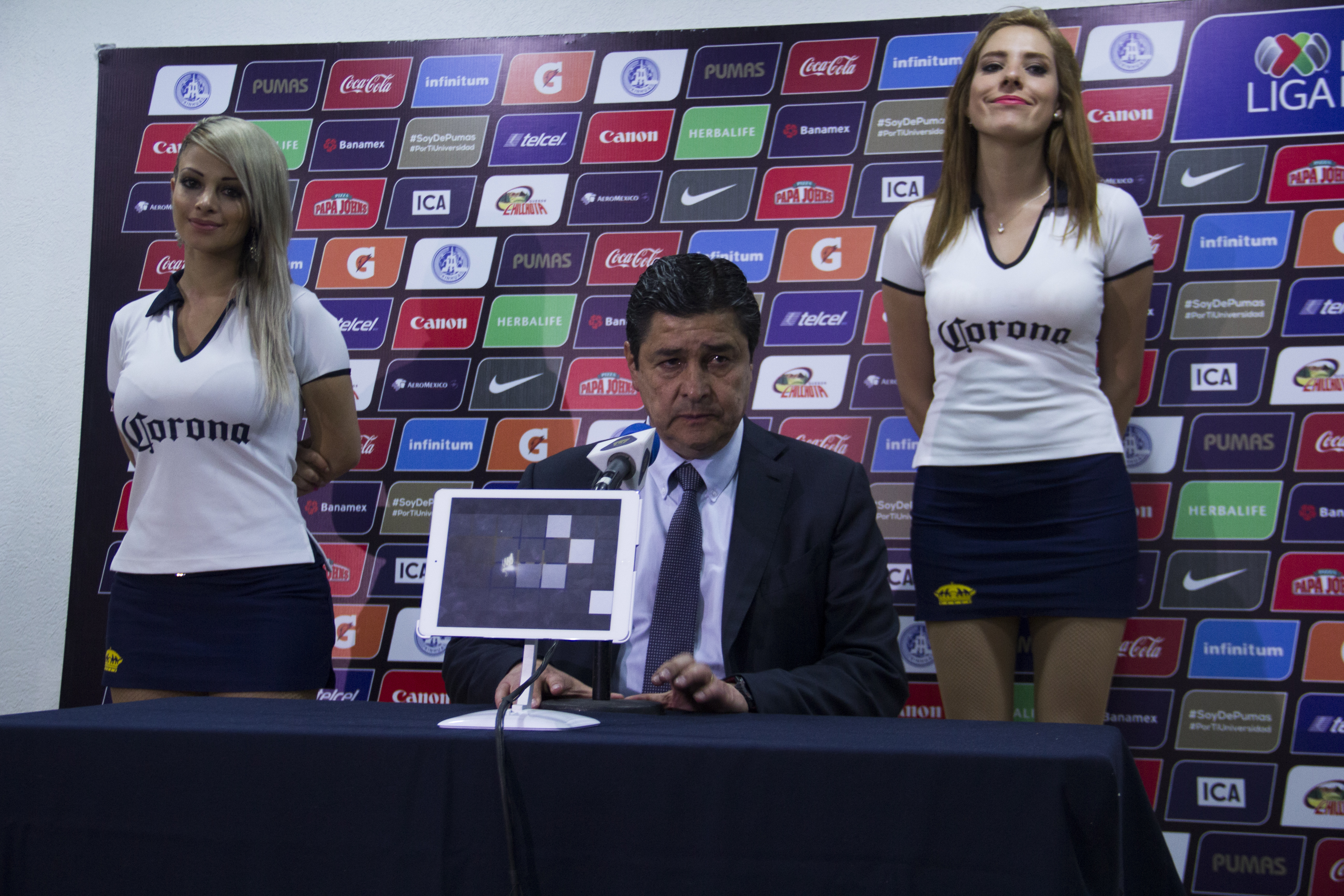
Luis Fernando en rueda de prensa en 2016.

El 29 de enero de 2016 fue anunciado como entrenador del Club León para el resto del Clausura, en sustitución del argentino Juan Antonio Pizzi, quien partió para dirigir a la selección de Chile. Alcanzó las semifinales del torneo, donde fue eliminado por el Pachuca con 3:2 en el global (1:1 en la ida y 2:1 en la vuelta). Fue cesado del cargo el 29 de agosto, tras obtener cuatro puntos en las primeras siete jornadas del Apertura.

### Querétaro
El 23 de octubre de 2017 fue presentado como nuevo entrenador del Querétaro en sustitución de Jaime Lozano. El 23 de mayo de 2018 salió de la institución tras finalizar el Clausura.

### Guadalajara
El 26 de septiembre de 2019 fue presentado como entrenador de Guadalajara, en sustitución de Tomás Boy, para el resto del Apertura. En el Clausura llevó al equipo rojiblanco al quinto puesto de la clasificación hasta la cancelación del certamen, como consecuencia de la contingencia sanitaria debida a la pandemia por COVID-19 en México. El 9 de agosto de 2020 fue cesado del cargo luego de sumar un empate y dos derrotas en las primeras tres jornadas del Apertura.

### Juárez
El 30 de noviembre de 2020 fue presentado como entrenador de los Bravos de Juárez, de cara al Clausura. El 15 de marzo de 2021 fue prescindido del cargo luego de sumar dos triunfos y tres empates en las primeras diez jornadas del torneo.

### Selección de Guatemala
El 9 de diciembre de 2021 fue anunciado como nuevo entrenador de la selección guatemalteca por la Federación de Fútbol de Guatemala. El 28 de marzo de 2023 consiguió el ascenso a la Liga A de la Liga de Naciones luego de vencer 4:0 al combinado de la Guayana Francesa, y obtuvo su pase a la Copa de Oro. Alcanzó los cuartos de final del torneo, donde cayó 1:0 ante Jamaica, dirigida por el islandés Heimir Hallgrímsson.
El 25 de marzo de 2025 superó con 2:0 en el marcador (4:3 en el global) al conjunto de Guayana en la fase de clasificación a la Copa de Oro, con lo que obtuvo su pase al torneo. Alcanzó la ronda de semifinales con el combinado, por primera vez desde la edición de 1996 (durante la gestión del argentino Juan Ramón Verón), donde fue eliminado por Estados Unidos con 2:1 en el marcador.
Participaciones en Copa Oro
| Torneo        | Sede                      | Resultado        |
| ------------- | ------------------------- | ---------------- |
| Copa Oro 2023 | Canadá y · Estados Unidos | Cuartos de final |
| Copa Oro 2025 | Canadá y · Estados Unidos | Semifinales      |

## Estadísticas

### Jugador
| Club             | País   | Año       | Partidos | Goles |
| ---------------- | ------ | --------- | -------- | ----- |
| Atlético Español | México | 1976-1982 | 190      | 2     |
| Oaxtepec         | México | 1982-1983 | 32       | 0     |
| Guadalajara      | México | 1983-1986 | 46       | 0     |
| Atlante          | México | 1987-1988 | 45       | 1     |
| Total            | Total  | Total     | 313      | 3     |

### Entrenador
| Equipo               | Div.         | Temporada    | Liga  | Liga | Liga | Liga | Liga |       | Copa | Copa | Copa | Copa  |    | Internacional | Internacional | Internacional | Internacional | Internacional |   | Otros | Otros | Otros | Otros |     | Totales     | Totales | Totales | Totales | Totales | Totales | Totales | Totales |
| Equipo               | Div.         | Temporada    | Part. | G    | E    | P    | Pos. | Part. | G    | E    | P    | Part. | G  | E             | P             | Pos.          | Part.         | G             | E | P     | Part. | G     | E     | P   | Rendimiento | GF      | GC      | Dif.    |         |         |         |         |
| -------------------- | ------------ | ------------ | ----- | ---- | ---- | ---- | ---- | ----- | ---- | ---- | ---- | ----- | -- | ------------- | ------------- | ------------- | ------------- | ------------- | - | ----- | ----- | ----- | ----- | --- | ----------- | ------- | ------- | ------- | ------- | ------- | ------- | ------- |
| Cruz Azul · México   | 1.ª          | 1994-95      | 21    | 13   | 4    | 4    | 2.º  | -     | -    | -    | -    | -     | -  | -             | -             | -             | -             | -             | - | -     | 21    | 13    | 4     | 4   | 68.25%      | 48      | 19      | +29     |         |         |         |         |
| Cruz Azul · México   | 1.ª          | 1995-96      | 36    | 15   | 14   | 7    | 1/4  | 4     | 3    | 0    | 1    | -     | -  | -             | -             | -             | -             | -             | - | -     | 40    | 18    | 14    | 8   | 56.67%      | 72      | 46      | +26     |         |         |         |         |
| Tecos UAG · México   | 1.ª          | 1996-I       | 10    | 3    | 3    | 4    | 14.º | -     | -    | -    | -    | -     | -  | -             | -             | -             | -             | -             | - | -     | 10    | 3     | 3     | 4   | 40%         | 15      | 16      | -1      |         |         |         |         |
| Tecos UAG · México   | 1.ª          | 1997-V       | 19    | 6    | 5    | 8    | Rec. | -     | -    | -    | -    | -     | -  | -             | -             | -             | -             | -             | - | -     | 19    | 6     | 5     | 8   | 40.35%      | 28      | 28      | 0       |         |         |         |         |
| Tecos UAG · México   | Total        | Total        | 29    | 9    | 8    | 12   | -    | -     | -    | -    | -    | -     | -  | -             | -             | -             | -             | -             | - | -     | 29    | 9     | 8     | 12  | 40.23%      | 43      | 44      | -1      |         |         |         |         |
| Cruz Azul · México   | 1.ª          | 1997-I       | 23    | 12   | 9    | 2    | 1.º  | -     | -    | -    | -    | 3     | 2  | 1             | 0             | 1.º           | -             | -             | - | -     | 26    | 14    | 10    | 2   | 66.67%      | 52      | 21      | +31     |         |         |         |         |
| Cruz Azul · México   | 1.ª          | 1998-V *     | 19    | 8    | 7    | 4    | 1/4  | -     | -    | -    | -    | 3     | 3  | 0             | 0             | 1.º           | 1             | 1             | 0 | 0     | 23    | 12    | 7     | 4   | 62.31%      | 49      | 27      | +22     |         |         |         |         |
| Cruz Azul · México   | 1.ª          | 1998-I       | 19    | 12   | 5    | 2    | 1/4  | -     | -    | -    | -    | 1     | 0  | 1             | 0             | 1/4           | -             | -             | - | -     | 20    | 12    | 6     | 2   | 70%         | 44      | 18      | +26     |         |         |         |         |
| Cruz Azul · México   | 1.ª          | 1999-V       | 21    | 10   | 5    | 6    | 1/2  | -     | -    | -    | -    | -     | -  | -             | -             | -             | -             | -             | - | -     | 21    | 10    | 5     | 6   | 55.56%      | 34      | 33      | +1      |         |         |         |         |
| Cruz Azul · México   | 1.ª          | 1999-I       | 23    | 10   | 8    | 5    | 2.º  | -     | -    | -    | -    | -     | -  | -             | -             | -             | -             | -             | - | -     | 23    | 10    | 8     | 5   | 55.07%      | 34      | 23      | +11     |         |         |         |         |
| Cruz Azul · México   | 1.ª          | 2000-V       | 16    | 5    | 3    | 8    | Inc. | -     | -    | -    | -    | -     | -  | -             | -             | -             | -             | -             | - | -     | 16    | 5     | 3     | 8   | 37.5%       | 34      | 33      | +1      |         |         |         |         |
| Morelia · México     | 1.ª          | 2000-I       | 25    | 11   | 8    | 6    | 1.º  | -     | -    | -    | -    | -     | -  | -             | -             | -             | -             | -             | - | -     | 25    | 11    | 8     | 6   | 54.67%      | 44      | 32      | +12     |         |         |         |         |
| Morelia · México     | 1.ª          | 2001-V       | 19    | 6    | 7    | 6    | Rec. | -     | -    | -    | -    | -     | -  | -             | -             | -             | -             | -             | - | -     | 19    | 6     | 7     | 6   | 43.86%      | 25      | 31      | -6      |         |         |         |         |
| Morelia · México     | 1.ª          | 2001-I       | 13    | 3    | 4    | 6    | Inc. | 6     | 3    | 0    | 3    | -     | -  | -             | -             | -             | -             | -             | - | -     | 19    | 6     | 4     | 9   | 38.6%       | 26      | 34      | -8      |         |         |         |         |
| Santos · México      | 1.ª          | 2002-A       | 16    | 7    | 5    | 4    | 1/2  | -     | -    | -    | -    | -     | -  | -             | -             | -             | -             | -             | - | -     | 16    | 7     | 5     | 4   | 54.17%      | 34      | 27      | +7      |         |         |         |         |
| Santos · México      | 1.ª          | 2003-C       | 19    | 9    | 3    | 7    | 9.º  | -     | -    | -    | -    | -     | -  | -             | -             | -             | -             | -             | - | -     | 19    | 9     | 3     | 7   | 52.63%      | 30      | 24      | +6      |         |         |         |         |
| Santos · México      | 1.ª          | 2003-A       | 21    | 8    | 8    | 5    | 1/4  | -     | -    | -    | -    | -     | -  | -             | -             | -             | -             | -             | - | -     | 21    | 8     | 8     | 5   | 50.8%       | 44      | 34      | +10     |         |         |         |         |
| Santos · México      | Total        | Total        | 56    | 24   | 16   | 16   | -    | -     | -    | -    | -    | -     | -  | -             | -             | -             | -             | -             | - | -     | 56    | 24    | 16    | 16  | 52.38%      | 108     | 85      | +23     |         |         |         |         |
| Cruz Azul · México   | 1.ª          | 2004-C       | 16    | 8    | 5    | 3    | 1/2  | -     | -    | -    | -    | -     | -  | -             | -             | -             | -             | -             | - | -     | 16    | 8     | 5     | 3   | 60.42%      | 37      | 24      | +13     |         |         |         |         |
| Cruz Azul · México   | 1.ª          | 2004-A       | 10    | 2    | 1    | 7    | Inc. | -     | -    | -    | -    | -     | -  | -             | -             | -             | -             | -             | - | -     | 10    | 2     | 1     | 7   | 23.33%      | 14      | 23      | -9      |         |         |         |         |
| Jaguares · México    | 1.ª          | 2005-A       | 10    | 5    | 4    | 1    | 10.º | -     | -    | -    | -    | -     | -  | -             | -             | -             | -             | -             | - | -     | 10    | 5     | 4     | 1   | 63.33%      | 22      | 12      | +10     |         |         |         |         |
| Jaguares · México    | 1.ª          | 2006-C       | 19    | 10   | 3    | 6    | 1/4  | -     | -    | -    | -    | -     | -  | -             | -             | -             | -             | -             | - | -     | 19    | 10    | 3     | 6   | 57.89%      | 33      | 24      | +9      |         |         |         |         |
| América · México     | 1.ª          | 2006-A       | 21    | 9    | 7    | 5    | 1/2  | -     | -    | -    | -    | -     | -  | -             | -             | -             | 3             | 1             | 0 | 2     | 24    | 10    | 7     | 7   | 51.39%      | 29      | 27      | +2      |         |         |         |         |
| América · México     | 1.ª          | 2007-C       | 23    | 12   | 5    | 6    | 2.º  | 4     | 2    | 2    | 0    | 12    | 6  | 1             | 5             | 1/4           | -             | -             | - | -     | 39    | 20    | 8     | 11  | 58.12%      | 64      | 39      | +25     |         |         |         |         |
| América · México     | 1.ª          | 2007-A       | 11    | 3    | 4    | 4    | Inc. | -     | -    | -    | -    | 2     | 1  | 0             | 1             | Inc.          | -             | -             | - | -     | 13    | 4     | 4     | 5   | 41.03%      | 23      | 21      | +2      |         |         |         |         |
| América · México     | Total        | Total        | 55    | 24   | 16   | 15   | -    | 4     | 2    | 2    | 0    | 14    | 7  | 1             | 6             | -             | 3             | 1             | 0 | 2     | 76    | 34    | 19    | 23  | 53.07%      | 116     | 87      | +29     |         |         |         |         |
| Morelia · México     | 1.ª          | 2008-C       | 7     | 1    | 3    | 3    | 14.º | -     | -    | -    | -    | -     | -  | -             | -             | -             | -             | -             | - | -     | 7     | 1     | 3     | 3   | 28.58%      | 5       | 7       | -2      |         |         |         |         |
| Morelia · México     | 1.ª          | 2008-A       | 17    | 6    | 6    | 5    | 9.º  | -     | -    | -    | -    | -     | -  | -             | -             | -             | -             | -             | - | -     | 17    | 6     | 6     | 5   | 47.05%      | 27      | 20      | +7      |         |         |         |         |
| Morelia · México     | 1.ª          | 2009-C       | 6     | 2    | 1    | 3    | Inc. | 4     | 1    | 2    | 1    | -     | -  | -             | -             | -             | -             | -             | - | -     | 10    | 3     | 3     | 4   | 40%         | 7       | 8       | -1      |         |         |         |         |
| Morelia · México     | Total        | Total        | 87    | 29   | 29   | 29   | -    | 10    | 4    | 2    | 4    | -     | -  | -             | -             | -             | -             | -             | - | -     | 97    | 33    | 31    | 33  | 44.67%      | 134     | 132     | +2      |         |         |         |         |
| Chiapas · México     | 1.ª          | 2009-A       | 17    | 5    | 4    | 8    | 13.º | -     | -    | -    | -    | -     | -  | -             | -             | -             | -             | -             | - | -     | 17    | 5     | 4     | 8   | 37.25%      | 17      | 22      | -5      |         |         |         |         |
| Chiapas · México     | 1.ª          | 2010-B       | 4     | 0    | 2    | 2    | Inc. | 3     | 0    | 2    | 1    | -     | -  | -             | -             | -             | -             | -             | - | -     | 7     | 0     | 4     | 3   | 19.05%      | 5       | 10      | -5      |         |         |         |         |
| Chiapas · México     | Total        | Total        | 50    | 20   | 13   | 17   | -    | 3     | 0    | 2    | 1    | -     | -  | -             | -             | -             | -             | -             | - | -     | 53    | 20    | 15    | 18  | 50%         | 77      | 68      | +9      |         |         |         |         |
| Cruz Azul · México   | 1.ª          | 2014-C       | 19    | 11   | 5    | 3    | 1/4  | -     | -    | -    | -    | 6     | 2  | 2             | 2             | 1.º           | -             | -             | - | -     | 25    | 13    | 7     | 5   | 61.33%      | 39      | 26      | +13     |         |         |         |         |
| Cruz Azul · México   | 1.ª          | 2014-A       | 17    | 5    | 6    | 6    | 13.º | -     | -    | -    | -    | 4     | 1  | 2             | 1             | FG            | 3             | 1             | 1 | 1     | 24    | 7     | 9     | 8   | 41.67%      | 25      | 24      | +1      |         |         |         |         |
| Cruz Azul · México   | 1.ª          | 2015-C       | 17    | 7    | 4    | 6    | 9.º  | -     | -    | -    | -    | -     | -  | -             | -             | -             | -             | -             | - | -     | 17    | 7     | 4     | 6   | 49.02%      | 14      | 14      | 0       |         |         |         |         |
| Cruz Azul · México   | Total        | Total        | 257   | 118  | 76   | 63   | -    | 4     | 3    | 0    | 1    | 17    | 8  | 6             | 3             | -             | 5             | 2             | 1 | 1     | 282   | 131   | 83    | 68  | 56.26%      | 496     | 331     | +165    |         |         |         |         |
| León · México        | 1.ª          | 2016-C       | 17    | 7    | 5    | 5    | 1/2  | 4     | 0    | 2    | 2    | -     | -  | -             | -             | -             | -             | -             | - | -     | 21    | 7     | 7     | 7   | 44.44%      | 33      | 29      | +4      |         |         |         |         |
| León · México        | 1.ª          | 2016-A       | 7     | 1    | 1    | 5    | Inc. | 4     | 1    | 2    | 1    | -     | -  | -             | -             | -             | -             | -             | - | -     | 11    | 2     | 3     | 6   | 27.27%      | 7       | 18      | -11     |         |         |         |         |
| León · México        | Total        | Total        | 24    | 8    | 6    | 10   | -    | 8     | 1    | 4    | 3    | -     | -  | -             | -             | -             | -             | -             | - | -     | 32    | 9     | 10    | 13  | 38.55%      | 40      | 47      | -7      |         |         |         |         |
| Querétaro · México   | 1.ª          | 2017-A       | 3     | 1    | 2    | 0    | 16.º | 2     | 0    | 2    | 0    | -     | -  | -             | -             | -             | -             | -             | - | -     | 5     | 1     | 4     | 0   | 46.67%      | 6       | 5       | +1      |         |         |         |         |
| Querétaro · México   | 1.ª          | 2018-C       | 17    | 4    | 6    | 7    | 14.º | 6     | 2    | 1    | 3    | -     | -  | -             | -             | -             | -             | -             | - | -     | 23    | 6     | 7     | 10  | 36.23%      | 19      | 25      | -6      |         |         |         |         |
| Querétaro · México   | Total        | Total        | 20    | 5    | 8    | 7    | -    | 8     | 2    | 3    | 3    | -     | -  | -             | -             | -             | -             | -             | - | -     | 28    | 7     | 11    | 10  | 38.1%       | 25      | 30      | -5      |         |         |         |         |
| Guadalajara · México | 1.ª          | 2019-A       | 8     | 4    | 2    | 2    | 10.º | 2     | 1    | 0    | 1    | -     | -  | -             | -             | -             | -             | -             | - | -     | 10    | 5     | 2     | 3   | 56.67%      | 16      | 14      | +2      |         |         |         |         |
| Guadalajara · México | 1.ª          | 2020-C       | 10    | 4    | 4    | 2    | Null | 2     | 1    | 0    | 1    | -     | -  | -             | -             | -             | -             | -             | - | -     | 12    | 5     | 4     | 3   | 52.78%      | 15      | 13      | +2      |         |         |         |         |
| Guadalajara · México | 1.ª          | 2020-A       | 3     | 0    | 1    | 2    | Inc. | -     | -    | -    | -    | -     | -  | -             | -             | -             | -             | -             | - | -     | 3     | 0     | 1     | 2   | 11.11%      | 0       | 3       | -3      |         |         |         |         |
| Guadalajara · México | Total        | Total        | 21    | 8    | 7    | 6    | -    | 4     | 2    | 0    | 2    | -     | -  | -             | -             | -             | -             | -             | - | -     | 25    | 10    | 7     | 8   | 49.33%      | 31      | 30      | +1      |         |         |         |         |
| Juárez · México      | 1.ª          | 2021-C       | 10    | 2    | 3    | 5    | Inc. | -     | -    | -    | -    | -     | -  | -             | -             | -             | -             | -             | - | -     | 10    | 2     | 3     | 5   | 30%         | 8       | 20      | -12     |         |         |         |         |
| Juárez · México      | Total        | Total        | 10    | 2    | 3    | 5    | -    | -     | -    | -    | -    | -     | -  | -             | -             | -             | -             | -             | - | -     | 10    | 2     | 3     | 5   | 30%         | 8       | 20      | -12     |         |         |         |         |
| Total clubes         | Total clubes | Total clubes | 609   | 247  | 182  | 180  | -    | 41    | 14   | 13   | 14   | 31    | 15 | 7             | 9             | -             | 8             | 3             | 1 | 3     | 688   | 279   | 203   | 206 | 50.39%      | 1078    | 874     | +204    |         |         |         |         |
| 1. 2. 3.             |              |              |       |      |      |      |      |       |      |      |      |       |    |               |               |               |               |               |   |       |       |       |       |     |             |         |         |         |         |         |         |         |

Nota * : El 11 de marzo de 1998, el encuentro que finalizó con empate 1-1 entre el equipo dirigido y el Club Necaxa fue contabilizado oficialmente como parte del calendario del torneo de Liga. Simultáneamente, este mismo resultado fue considerado válido para efectos de la Recopa de la Concacaf 1997 (inconclusa y descontinuada luego de esta edición), en una disposición que permitió que un solo partido tuviera incidencia en ambas competencias.

#### Selecciones
| México            | 1991-92           | -                 | -  | -  | - | -   | - | - | - | - | 1 | 1  | 0  | 0 | 3.º | -  | -  | -  | -  | 1  | 1  | 0  | 0  | 100 %   | 2      | 0   | +2  |     |
| México            | 2011-12           | -                 | -  | -  | - | -   | - | - | - | - | 3 | 0  | 0  | 3 | FG  | 5  | 2  | 1  | 2  | 8  | 2  | 1  | 5  | 29.17 % | 4      | 10  | -6  |     |
| México            | 2012-13           | -                 | -  | -  | - | -   | 1 | 0 | 0 | 1 | - | -  | -  | - | -   | -  | -  | -  | -  | 1  | 0  | 0  | 1  | 0 %     | 0      | 2   | -2  |     |
| México            | Total             | -                 | -  | -  | - | -   | 1 | 0 | 0 | 1 | 4 | 1  | 0  | 3 | -   | 5  | 2  | 1  | 2  | 10 | 3  | 1  | 6  | 33.33 % | 6      | 12  | -6  |     |
| México sub-22     | 2011-12           | 5                 | 4  | 1  | 0 | 1.º | - | - | - | - | - | -  | -  | - | -   | -  | -  | -  | -  | 5  | 4  | 1  | 0  | 86.67 % | 12     | 4   | +8  |     |
| México sub-22     | Total             | 5                 | 4  | 1  | 0 | -   | - | - | - | - | - | -  | -  | - | -   | -  | -  | -  | -  | 5  | 4  | 1  | 0  | 86.67 % | 12     | 4   | +8  |     |
| México sub-23     | 2011-12           | 5                 | 5  | 0  | 0 | 1.º | - | - | - | - | - | -  | -  | - | -   | 1  | 1  | 0  | 0  | 6  | 6  | 0  | 0  | 86.67 % | 18     | 4   | +14 |     |
| México sub-23     | 2012-13           | -                 | -  | -  | - | -   | - | - | - | - | 6 | 5  | 1  | 0 | 1.º | 10 | 5  | 2  | 3  | 16 | 10 | 3  | 3  | 68.75 % | 27     | 16  | +11 |     |
| México sub-23     | Total             | 5                 | 5  | 0  | 0 | -   | - | - | - | - | 6 | 5  | 1  | 0 | -   | 11 | 6  | 2  | 3  | 22 | 16 | 3  | 3  | 77.28 % | 45     | 20  | +25 |     |
| Guatemala         | 2021-22           | -                 | -  | -  | - | -   | - | - | - | - | - | -  | -  | - | -   | 4  | 4  | 0  | 0  | 4  | 4  | 0  | 0  | 100 %   | 10     | 1   | +9  |     |
| Guatemala         | 2022-23           | 6                 | 4  | 1  | 1 | 4.º | - | - | - | - | 4 | 2  | 1  | 1 | 1/4 | 9  | 2  | 1  | 6  | 19 | 8  | 3  | 8  | 47.37 % | 22     | 21  | +1  |     |
| Guatemala         | 2023-24           | 4                 | 1  | 1  | 2 | FG  | 2 | 2 | 0 | 0 | - | -  | -  | - | -   | 7  | 0  | 4  | 3  | 13 | 3  | 5  | 5  | 35.9 %  | 16     | 15  | +1  |     |
| Guatemala         | 2024-25           | 4                 | 2  | 1  | 1 | FG  | 4 | 2 | 0 | 2 | 5 | 2  | 1  | 2 | 1/2 | 3  | 1  | 2  | 1  | 17 | 7  | 4  | 6  | 49.02 % | 24     | 23  | +1  |     |
| Guatemala         | 2025-26           | -                 | -  | -  | - | -   | - | - | - | - | - | -  | -  | - | -   | -  | -  | -  | -  | 0  | 0  | 0  | 0  | 0 %     | 0      | 0   | 0   |     |
| Guatemala         | Total             | 14                | 7  | 3  | 4 | -   | 6 | 4 | 0 | 2 | 9 | 4  | 2  | 3 | -   | 24 | 7  | 7  | 10 | 53 | 22 | 12 | 19 | 49.06 % | 72     | 60  | +12 |     |
| Total selecciones | Total selecciones | Total selecciones | 24 | 16 | 4 | 4   | - | 7 | 4 | 0 | 3 | 19 | 10 | 3 | 6   | -  | 40 | 15 | 10 | 15 | 90 | 45 | 17 | 28      | 56.3 % | 135 | 96  | +39 |

#### Resumen por competiciones
| Competición                | Partidos | Ganados | Empatados | Perdidos | %       | Resultado        |
| Clubes                     | Clubes   | Clubes  | Clubes    | Clubes   | Clubes  | Clubes           |
| -------------------------- | -------- | ------- | --------- | -------- | ------- | ---------------- |
| Primera División de México | 609      | 247     | 182       | 180      | 50.52 % | Campeón          |
| Copa México                | 24       | 8       | 7         | 9        | 43.05 % | Semifinales      |
| Pre Pre Libertadores       | 3        | 2       | 0         | 1        | 66.67 % | Subcampeón       |
| Liguilla Pre-Libertadores  | 3        | 1       | 0         | 2        | 33.33 % | Fase de grupos   |
| InterLiga                  | 11       | 3       | 6         | 2        | 45.45 % | Subcampeón       |
| Copa Libertadores          | 12       | 6       | 1         | 5        | 52.78 % | Cuartos de final |
| Copa Sudamericana          | 2        | 1       | 0         | 1        | 50 %    | Fase de grupos   |
| Copa de Campeones          | 17       | 8       | 6         | 3        | 58.82 % | Campeón          |
| Recopa de la Concacaf      | 1        | 1       | 0         | 0        | 100 %   | Fase de grupos   |
| Copa Mundial de Clubes     | 6        | 2       | 1         | 3        | 38.89 % | 4.º lugar        |
| Total clubes               | 688      | 279     | 203       | 206      | 50.39 % | Cinco títulos    |
| Selecciones                |          |         |           |          |         |                  |
| Clasificatorias Mundial    | 5        | 3       | 0         | 2        | 60 %    | En disputa       |
| Clasificatorias Copa Oro   | 2        | 1       | 0         | 1        | 50 %    | Clasificado      |
| Juegos Olímpicos           | 6        | 5       | 1         | 0        | 88.89 % | Campeón          |
| Juegos Panamericanos       | 5        | 4       | 1         | 0        | 86.67 % | Campeón          |
| Preolímpico de Concacaf    | 5        | 5       | 0         | 0        | 100 %   | Campeón          |
| Liga de Naciones           | 14       | 7       | 3         | 4        | 57.14 % | Fase de grupos   |
| Copa América               | 3        | 0       | 0         | 3        | 0 %     | Fase de grupos   |
| Copa Oro                   | 10       | 5       | 2         | 3        | 56.67 % | 3.º lugar        |
| Amistosos                  | 40       | 15      | 10        | 15       | 45.83 % | +15 PG           |
| Total selección            | 90       | 45      | 17        | 28       | 56.3 %  | Tres títulos     |
| Total en su carrera        | 778      | 324     | 220       | 234      | 51.08 % | Ocho títulos     |

## Palmarés

### Como entrenador

#### Títulos nacionales
| Título                     | Club      | País   | Año  |
| -------------------------- | --------- | ------ | ---- |
| Primera División de México | Cruz Azul | México | 1997 |
| Primera División de México | Morelia   | México | 2000 |

#### Títulos internacionales
Nota * : incluyendo la selección
| Título                    | Equipo *      | Sede             | Año  |
| ------------------------- | ------------- | ---------------- | ---- |
| Copa de Campeones         | Cruz Azul     | Guatemala        | 1996 |
| Copa de Campeones         | Cruz Azul     | Washington D. C. | 1997 |
| Juegos Panamericanos      | México sub-22 | Guadalajara      | 2011 |
| Preolímpico               | México sub-23 | Kansas City      | 2012 |
| Torneo Olímpico de Fútbol | México sub-23 | Londres          | 2012 |
| Copa de Campeones         | Cruz Azul     | Toluca           | 2014 |

### Distinciones individuales
| Distinción                                | Año  |
| ----------------------------------------- | ---- |
| Entrenador del Torneo en México por FMF   | 1997 |
| Entrenador del Torneo en México por FMF   | 2000 |
| Premio Nacional del Deporte               | 2012 |
| Salón de la Fama del Fútbol Internacional | 2013 |

| Predecesor: Sergio Batista | Entrenadores campeones de los Juegos Olímpicos 2012 | Sucesor: Rogério Micale |

## Filmografía
- Fue entrevistado para el filme documental estrenado en 2013 Oro: El Día Que Todo Cambió de Coca-Cola.TV que narra la historia de la medalla de oro  obtenida en los Juegos Olímpicos de Londres 2012.[50]

## Enlaces extremos
- Ficha de entrenador de Luis Fernando Tena en Transfermarkt
- Luis Fernando Tena en X (antes Twitter)

- Datos: Q628484
- Multimedia: Luis Fernando Tena / Q628484